# Johannes Tribbechow
Johannes Tribbechow, auch Johann(es) Tribbechov(ius), John Tribbeko (* 4. Oktober 1677 in Gotha; † 31. März 1712 in Bad Tennstedt) war ein deutscher evangelisch-lutherischer Theologe und Kirchenlieddichter.

## Leben
Johannes Tribbechov war das zweite von neun Kindern und der älteste Sohn des Gothaer Generalsuperintendenten Adam Tribbechov und dessen Frau Sophie, geb. Gießbach. Er besuchte das Ernestinum Gotha, wo er mehrere Klassen übersprang. Ab Herbst 1694 studierte er Evangelische Theologie an der Universität Halle. 1697 war er erstmals Respondent einer Disputation unter dem Vorsitz von Johann Heinrich Michaelis. Unter dem Einfluss der Professoren Paul Anton, Joachim Justus Breithaupt und August Hermann Francke wandt er sich dem Pietismus zu. Wie sein Vater war er Stipendiat der Lübecker Schabbelstiftung. Ab Sommer 1698 konnte er daher seine Studien an der Universität Jena fortsetzen. Hier wurde er Magister, Privatdozent und 1699 Adjunkt der Philosophischen Fakultät. Damit konnte er nun selber als Praeses Disputationen abnehmen. Im folgenden Jahr gab er die Historia Naturalismi aus dem Nachlass seines Vaters heraus.
Nachdem er noch in Jena eine Einführung in die griechische Volkssprache (Brevia linguae ῥωμαϊϰῆς seu graecae linguae vulgaris Elementa) veröffentlicht hatte, die er Sebastian Gercken als Vorsteher der Schabbelstiftung widmete, ging er zurück nach Halle, wo er am 27. April 1705 zum außerordentlichen Professor der Philosophie und zum Adjunkten der Theologischen Fakultät berufen wurde. Zugleich wurde er Inspektor des von August Hermann Francke gegründeten Collegium Orientale Theologicum, einer Wohngemeinschaft für griechische Theologiestudenten in der Großen Brauhausstraße 16, dem wegen seines Portal so genannten Riesenhaus Tribbechow war Teil der Studien- und Wohngemeinschaft, ebenso der Professor der orientalischen Sprachen Johann Heinrich Michaelis.
Durch „Kränklichkeit in seinem Wirken vielfach gehemmt“, übernahm er 1707 das Amt eines Zweiten Hofpredigers und Beichtvaters bei Prinz Georg von Dänemark, dem Ehemann der Königin Anne von Großbritannien. Auch nach Prinz Georgs Tod 1708 blieb er noch im Hofdienst. Als es 1709 zur Massenauswanderung der Pfälzer kam und plötzlich Tausende von zerstreuten Pfälzern, Flüchtlinge aus der Pfalz, in London eintrafen, beauftragte die Königin Tribbechow mit deren seelsorgerischen Betreuung, während versucht wurde, eine Lösung für das Flüchtlingsproblem zu finden, etwa durch Auswanderung in die britischen Provinzen in Nordamerika. Zusammen mit Georg Ruperti, dem Pastor der deutschen Marienkirche im Savoy, nahm er eine Bestandsaufnahme der Flüchtlinge vor. Die von den beiden Geistlichen angelegte Liste (List of poor Palatines, (names, trades, religion) arrived in St. Catherines May 1st-June 11th, 1709) umfasst 6519 Personen und ist bis heute eine wichtige Quelle geblieben. Für die Pfälzer gab Tribbechow ein Gebetbuch heraus und versah es mit einer ausführlichen Vorrede. Am 20. Januar 1710 hielt er in der Kirche St Katharine by the Tower einen Abschiedsgottesdienst für diejenigen, die sich mit Josua Harrsch/Kocherthal in die Provinz New York aufmachten.
1710 wurde Tribbechow, vermutlich durch Vermittlung des Magdeburger Generalsuperintendenten Joachim Justus Breithaupt, seines Lehrers in Halle, in Magdeburg zum Klosterpropst des Klosters Unser Lieben Frauen gewählt. Hier hatten ebenfalls Pfälzer Zuflucht gefunden hatten. Die Wahl wurde vom preußischen König Friedrich I. bestätigt. Tribbechow konnte dieses Amt jedoch nicht antreten, da er seit seiner Rückkehr aus England unter einer „nicht mehr weichende[n] Gemüthskrankheit“ litt. Seither lebte er zurückgezogen noch etwa zwei Jahre in Halle.
Er verfasste in dieser Zeit fünf geistliche Lieder:
1. Vom Geheimnis des Creutzes und geistlichen Kampf: O du Hüter Israels, Willtu dich nicht lassen finden, 14 achtzeilige Strophen; Nikolaus Ludwig von Zinzendorf schätzte es sehr und nannte es in der Vorrede zum Herrnhuter Gesangbuch „ein erstaunliches Lied“
2. Abend-Lied Ein köstlich Ding ist singen, 8 sechszeilige Strophen nach der Melodie Nun ruhen alle Wälder
3. Lied auf Seinen Geburts-Tag Gott, du bist’s, der mich erschaffen, 11 achtzeilige Strophen
4. Morgen-Lied Herr, ich will dir frühe singen, 7 neunzeilige Strophen
5. Wider böse Sorgen und Gedancken Seele, warum plagst du dich, 10 sechszeilige Strophen

Bis auf das zweite nahm Johann Anastasius Freylinghausen sie in sein Neues Geist-reiches Gesang-Buch von 1714 auf. Danach verbreiteten sich besonders das erste und dritte allmählich auch in andere Liedersammlungen. Im 20. Jahrhundert fand sich nur noch das erste o du Hüter Israel im Gesangbuch der Evangelischen Brüdergemeine, übersetzt als Thou, our Light, our guiding Star auch im Gesangbuch der nordamerikanischen Herrnhuter.
Die Aussicht auf bessere Pflege und den Versuch einer Heilung führte Tribbechow im März 1712 an den Wohnort seiner Mutter, das kursächsische Tennstädt (heute Bad Tennstedt). Er starb jedoch schon am 31. März.
Hallische Freunde publizierten zu seinem Andenken eine Gedenkschrift. Neben Trauerbekundungen enthält sie als Anhang noch 22 lateinische Meditationen Tribbechows über Kirchenlieder und Stellen des Alten und Neuen Testamentes sowie erstmals die genannten fünf Lieder.

## Werke
Für ein vollständigeres Verzerichnis, auch der von Tribbechow betreuten Dipuationen, siehe seine Einträge in VD 17 und VD 18
- (Hrsg.) B. Adami Tribbechovii, D. Primum In Acad. Kiloniensi Histor. Professoris ... Historia Naturalismi : A Prima Sua Origine Ad Nostra Usque Tempora Per Suas Classes Deducta Et Ex MSC. Nunc Primum Edita. Jena: Bielckius 1700

Digitalisat
- De Ortu Mali, Huiusqve Profundissimis In Homine Recessibus Aphorismi Theologici, Ex S. Macario Ægyptio illustrati, Et Ad Controversias Insigniores Accommodati / Qvos ... Præside Paulo Antonio ... publico theologuntōn examini submittit ad d. XIV. Dec. MDCCI, Respondens Autor M. Jo. Tribbechovius, Gothanus, Fac. Philos. Jen. Adj. Halle 1701

Digitalisat
- Als Die Wohl-Edle/ viel Ehr- und Tugend-reiche Jungfe/ Jfr. Anna Catharina Franckin/ ... am 14. Decembr. 1704 ... selig verschieden ... Halle 1704

Digitalisat
- Brevia linguae Ρωμαϊκῆς sive graecae vulgaris elementa, quibus differentia antiquum inter et recentiorem graecismum praecipque ostenditur. Praemissa est Dissertatio de Ortu et Natura huius linguae. Jena 1705 (nicht im VD 18)

Digitalisat
- A Funeral Sermon on 2 Sam. iii. 31, 32, 38 on the death of ... Prince George of Denmark. ... Now translated into English, etc. London 1709

Digitalisat
- (anonym):  Der Kirchencatechismus: welchem einige der auserlesensten Sprüche der Heiligen Schrifft hinzugesetzet worden, darinnen die Schuldigkeit der Kinder gegen ihre Eltern, Obrigkeiten, Predigern, und Schulmeistern, vorgestellet wird: dem auch noch Morgen und Abend-Gebethe, und Gebethe vor und nach der Malhtzeit [sic] beygefüget sind / The Church catechism: to which are subjoin’d, some of the most apposite texts of Scripture; shewing the duty to parents and magistrates, pastors and masters, together with the catechism, paraphras’d by way of prayer. A form of morning and evening prayer for children; as also a grace before and after meat. London J. Downing 1709[10]
- Der Christliche Wandersman : In Einer Abschieds-Predigt An die Pfältzer/ so aus Engelland gehen/ gehalten in St: Catharinen Kirch bey der Tower d. 20. Januar. 1710. London 1710

Digitalisat
(engl.): The Christian Traveller: A Farewel-sermon Preach'd in the Church of Saint Catharine Near the Tower, on the 20th of January, 1710. To the Palatines Before Their Going Out of England. London 1710
- Neues Gebet-Buch: Jn Fünff Theile abgefasset ... / Aus den beste[n] sowol Teutschen als Englischen Theologischen Schrifften zusammen gelesen, Und Zum Nutz der zerstreuten armen Pfältzer ... herausgegeben. Samt einer Vorrede Vom Rechten Grund und Beschaffenheit alles Gebets und wahren Gottesdienstes. Halle: Orban 1711
- (posthum) mit Georg Ruperti: Lists of Germans from the Palatinate Who Came to England in 1709. Clearfield 1965 ISBN 978-0-8063-0329-1 (reprinted from The New York Genealogical and Biographical Record XL/XLI, 1909/1910)